# Sind
« Sindh » redirige ici. Pour les autres significations, voir Sindh (homonymie).
Le Sind ou Sindh est une région historique et l’une des quatre provinces fédérées du Pakistan. Situé le plus au sud du pays, il est entouré du Baloutchistan à l'ouest et au nord, du Pendjab au nord, du Rajasthan indien à l'est et enfin du Gujarat et du Rann de Kutch au sud. Le Sind dispose aussi d'un accès à la mer d'Arabie au sud-ouest.
Le Sind est la troisième plus grande province pakistanaise, avec une superficie de 140 915 km2. Sa population s'élevait à 55 millions d'habitants en 2023, la moitié résidant dans les villes. C'est donc la deuxième province plus peuplée, représentant presque un quart de la population du pays. Sa capitale est Karachi, principale ville du Pakistan et ancienne capitale nationale avec près de 19 millions d'habitants. Une seule autre ville dépasse le million d'habitants, Hyderabad et deux autres les 500 000, soit Sukkur et Larkana. La province joue un important rôle économique et a une influence notable dans la culture et l'histoire du Pakistan.
La basse vallée de l'Indus coule dans le Sind, bordé à l'est, en Inde, par le désert du Thar. Les principales cultures sont le coton, le blé, la canne à sucre et surtout le riz. On y cultive aussi divers fruits comme la banane et la mangue. L'agriculture joue aussi un rôle important pour l'économie, bénéficiant d'un important réseau d'irrigation. On trouve également d'importantes industries, notamment textile, surtout concentrées à Karachi, par ailleurs principal port d'exportation du pays.

## Histoire
Le Sind abrite le site de Mohenjo-daro, un des plus importants de la civilisation de la vallée de l'Indus. Il constitua une marche occidentale de l'Empire maurya, puis fit partie de l'Empire Gupta.
Il fut ensuite gouverné par la dynastie Rai, d'abord bouddhiste puis hindoue, dont nous connaissons plusieurs râjas. Le dernier, Dâhar — ou Dâhir — est assassiné par Muhammad ibn-Qâsim. Après la conquête de la région par Muhammad ibn-Qâsim en 711-712, l'islam devint la religion des dirigeants. La dynastie arabe des Habbarides domine la région à partir du milieu du IXe siècle, tout en reconnaissant l'autorité nominale du calife abbasside de Bagdad.
À la fin du IXe siècle, les Qarmates de Bahreïn y envoient des missionnaires ismaéliens. Les ismaéliens prennent Multan par surprise en 977 puis prennent la totalité du Sind aux Hibbârîdes en 985. Ils forment un État indépendant dont les souverains font allégeance au calife fatimide du Caire. Un commerce prospère se développe alors par la route de la mer Rouge.
En 1010 Mahmud de Ghazni prend Lahore, ce qui lui assure la maîtrise du bassin de l’Indus. Il capture à Multân le gouverneur ismaïlien. Un ismaïlien nommé Khalif fonde alors la dynastie des Sumras, qui dirige le pays jusqu’en 1352. Quand Muhammad Ghûrî prend Multân en 1179, Les Sumras sont contraints de se replier sur Thatta, qui devient leur capitale.
La région passe sous la suzeraineté du Sultanat de Delhi à partir de la fin du xiiie siècle, puis après une période d'indépendance, elle est conquise par Akbar en 1591. Entre 1701 et 1783 la dynastie Kalhora (en) parvient à gouverner le Sind de façon semi-indépendante de l'empire Moghol décadent. La dynastie Talpur (en) lui succède en 1783 jusqu'à la conquête britannique en 1843.
Le Perse Nâdir Shâh incorpore le Sind à son empire après la prise de Delhi en 1739, puis il passe en 1747 dans les mains d'Ahmad Shâh, fondateur de la dynastie durrani. En 1803, il est attaqué une première fois par les Britanniques mais résiste. En 1842-1843, les forces britanniques conduites par le général Charles Napier s'en emparèrent finalement. Le premier Aga Khan qui aida les Britanniques dans cette conquête en fut récompensé par une pension.
La province intègre le Pakistan en 1947 après la partition des Indes, à la suite d'un vote de l'Assemblée législative. L'importante population sindhie hindoue, particulièrement concentrée dans les agglomérations urbaines, ne manifestera pas pour une éventuelle partition de la région, et migrera progressivement hors du Sind vers les territoires de l'Inde actuelle ou à l'étranger. Inversement, le Sind accueille alors des millions d'immigrés venus d'Inde, dont notamment les Muhadjirs qui s'installèrent à Hyderabad et surtout Karachi. Cette dernière ville devient d'ailleurs capitale du pays, avant d'être transférée à Rawalpindi puis Islamabad en 1959.

## Géographie et climat

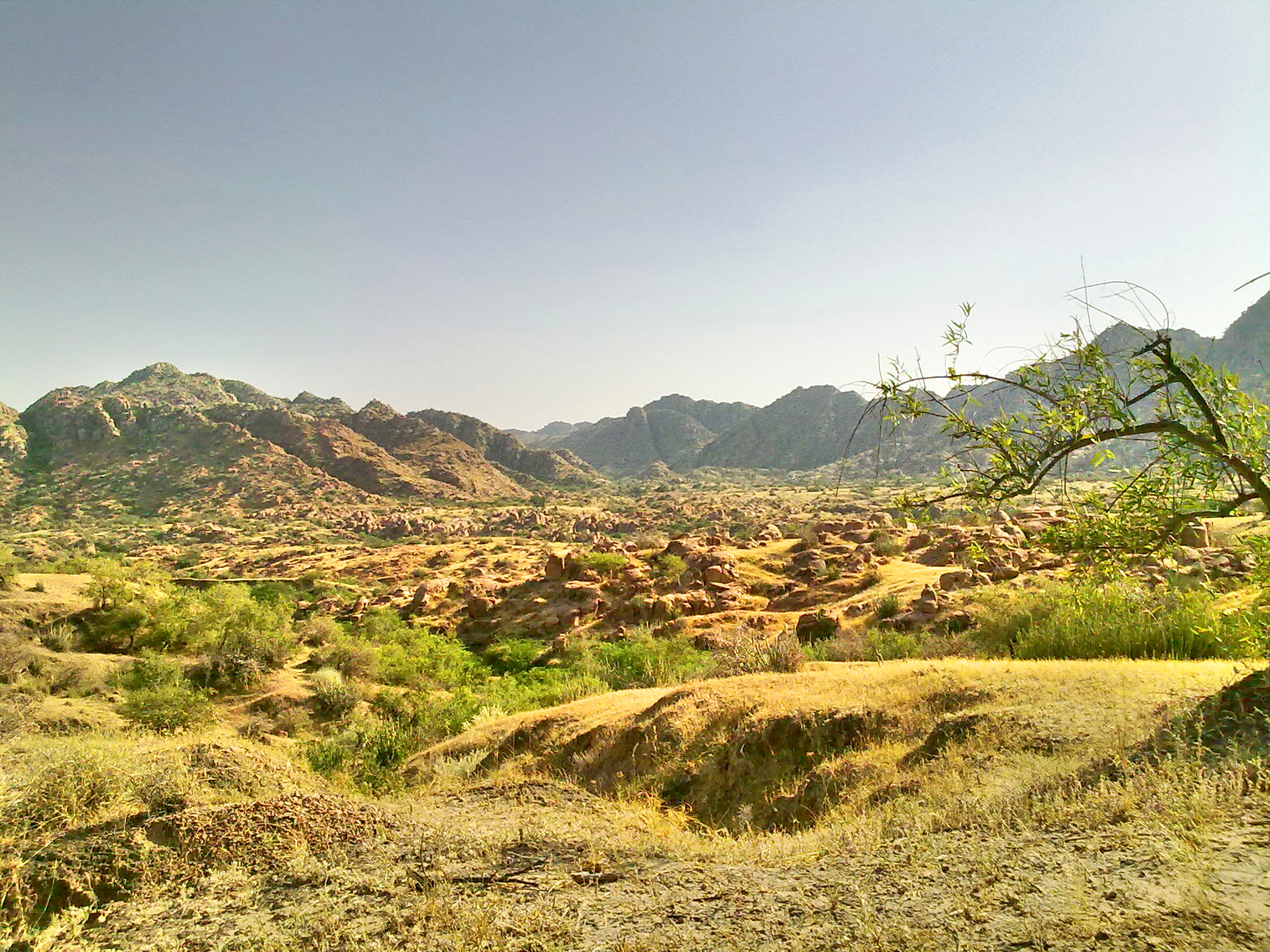
Les montagnes Karoonjhar, près de Tharparkar.

Le Sind est la troisième province pakistanaise par ordre de superficie. Elle mesure 579 kilomètres du nord au sud et 442 kilomètres d’est en ouest (dans sa plus grande largeur) ou 281 kilomètres (en moyenne), avec une superficie de 140 915 km2. La province est bordée par le plateau iranien à l'ouest, la mer d'Arabie au sud-ouest, le désert du Thar à l'est et au nord. Le centre de la province est constitué de terres fertiles, le long du fleuve Indus qui traverse le Sind du nord au sud. On trouve les montagnes Karoonjhar au sud, autour du district de Tharparkar. 

### Climat
Le climat de la province est varié, semi-aride dans les régions désertiques, dans le nord et à l'est, et surtout subtropical dans le centre. L'été est particulièrement chaud, avec des températures souvent supérieures à 40 degrés Celsius de mai à août, et des moussons en juillet et août. L'hiver est relativement doux et sec, avec des températures pouvant occasionnellement être négatives en décembre et janvier. Les records de températures à l'échelle nationale sont souvent enregistrés dans la province, le record étant détenu par Mohenjo-daro dans le district de Larkana avec 53,5 degrés Celsius le 26 mai 2010.

## Démographie

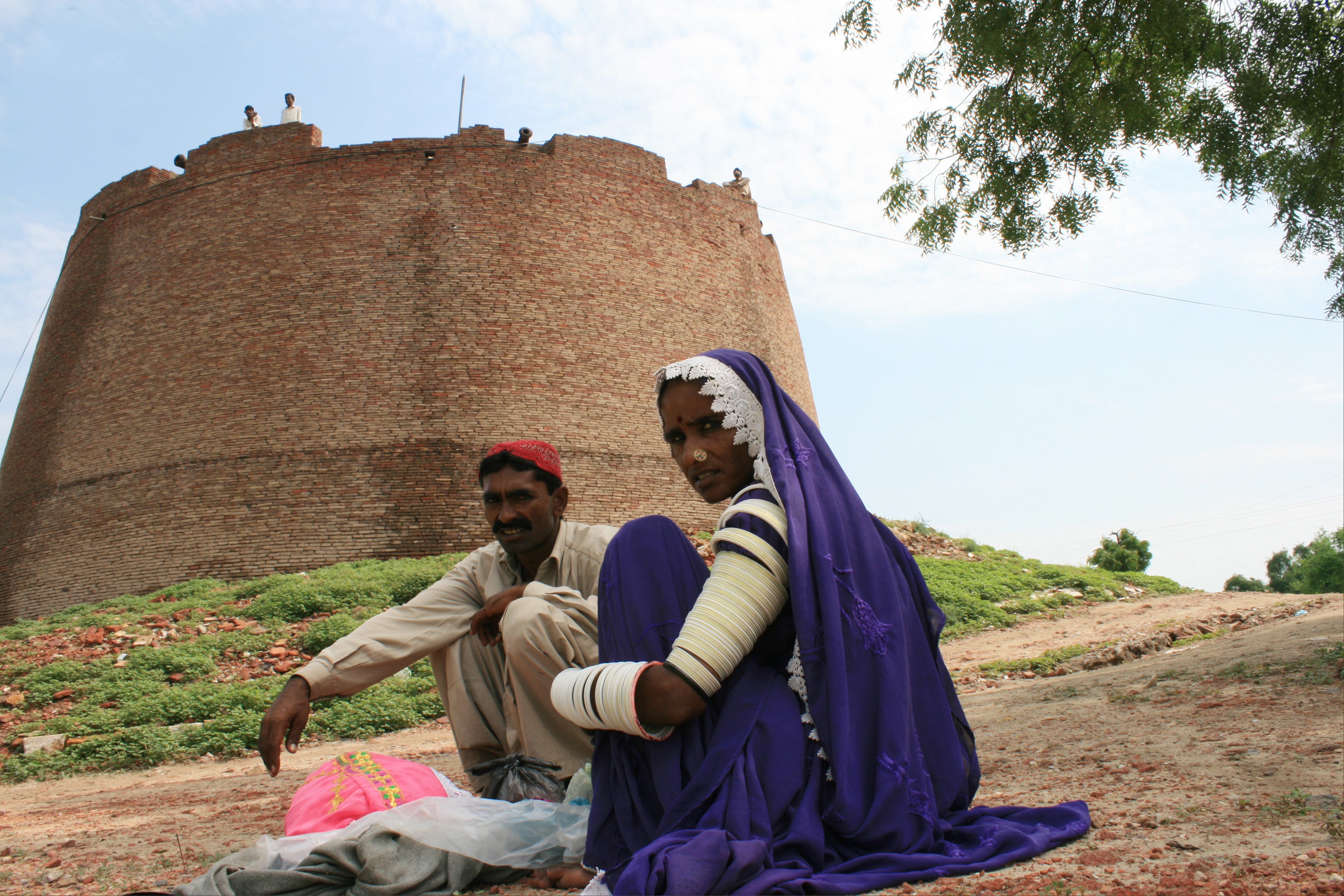
Sindis devant le fort d'Umerkot.

En 2023, le rencesement national dénombre 55,6 millions d'habitants pour la province du Sind, La population de la province comptait près de 30,4 millions d'habitants selon le recensement de 1998, et 47,9 millions selon le recensement de 2017,. En 1951, peu après l'indépendance, le Sind ne comptait que six millions d'habitants, ce qui en fait la province à connaitre la plus forte croissance démographique, profitant d'importantes migrations, d'abord originaires d'Inde, puis de l'intérieur du Pakistan, venant de tous les territoires et provinces du pays. Le Sind est donc la deuxième province la plus peuplée du pays, étant seulement dépassée par le Pendjab et ses 127 millions d'habitants. D'après le recensement de 2023, 54 % des habitants de la province sont urbains et 57,5 % sont alphabétisés, dont 64 % pour les hommes et 50 % pour les femmes.
La province est donc logiquement la plus cosmopolite du pays, regroupant la plupart des groupes ethniques et linguistes nationaux. La population majoritaire est les Sindhophones (60 %), dont une partie est lointainement originaire de la province du Baloutchistan. On trouve également des minorités baloutches parlant baloutchi ou brahoui (2,6 %). Le second groupe sont les Muhadjirs, parlant ourdou, avec environ 22 % de la population provinciale et vivent essentiellement à Karachi et Hyderabad où ils sont majoritaires. Ayant immigré peu après l'indépendance du Pakistan, ce sont des musulmans originaires d'Inde et qui avaient soutenu la création du pays. On trouve ensuite 4,1 % de Pendjabis ainsi que 5,3 % de Pachtounes parlant pachto. Ces derniers sont les plus récents immigrés de la province, arrivés principalement depuis les années 1980. On trouve enfin des minorités bien moins importantes, comme les communautés parlant saraiki (1,6 %), hindko (1,5 %), gujarati, hazara, marwari, dhatki et bien d'autres. Cette situation a fait naitre des conflits, tant au niveau politique que dans le cadre d’affrontements communautaires violents (voir infra).

## Économie

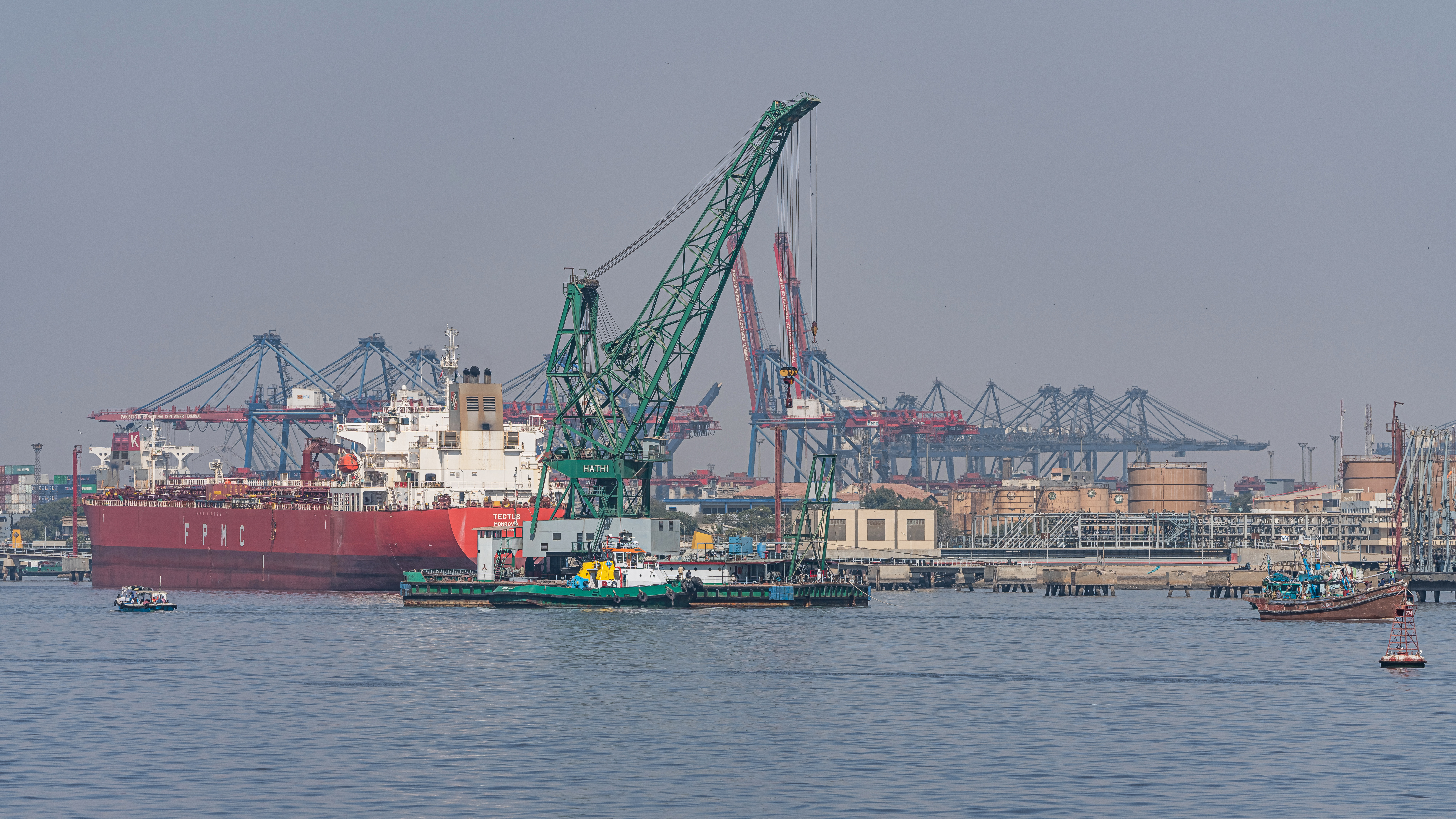
Le port de Karachi.

Le Sind est la seconde économie du pays après la province du Pendjab. En l'an 2000, elle représente 30 % du PIB du pays, alors que sa population en représentait seulement environ 22 %. Ainsi, la population de la province est plus riche que la moyenne nationale, tout comme son indice de développement humain, de 0,628 en 2012. Les disparités au sein de la province sont toutefois énormes, s'étalant en ce qui concerne l'IDH de 0,802 pour Karachi soit la troisième meilleure performance au niveau national, à 0,314 pour le district de Tharparkar (sud), le plus faible du pays.
Près d'un quart de la production provinciale provient de l'agriculture, qui emploie toutefois une large part de la population rurale, qui représente la moitié de la population du Sind. Un autre quart de la richesse est concentré dans les services. L'industrie représente donc près de 50 % de la richesse de la province, et sa part dans l'industrie nationale approchait les 40 % en 2000, une performance comparable à la plus puissante province du pays, le Pendjab, qui en représente 50 %. La province présente donc une économie diversifiée, malgré un secteur des services un peu faible, mais important à Karachi qui accueille de nombreuses banques, ainsi que le principal indice boursier, le KSE 100.
Le secteur agricole est principalement situé dans la vallée de l'Indus et bénéficie d'un vaste système d'irrigation hérité de l'époque de la domination britannique. On y trouve des cultures de coton, de blé, de canne à sucre et surtout de riz, ainsi que des fruits comme la banane, la mangue et la datte, notamment. L'industrie produit du charbon, du ciment, du plastique et fabrique du textile notamment. Enfin, la quasi-totalité des produits exportés depuis tout le pays partent du port de Karachi, et la plupart des transports sont orientés vers cette ville, comme les réseaux ferrés. On trouve trois autoroutes dans la province, toutes situées dans le sud. L'autoroute no 9 relie Karachi à Hyderabad, les deux principales villes. L’autoroute no 10 contourne simplement la mégapole, et enfin la no 7 est en cours de construction, et doit relier Karachi à Dadu, puis à terme avec la province du Pendjab et donc les grandes villes du nord du pays.

## Politique

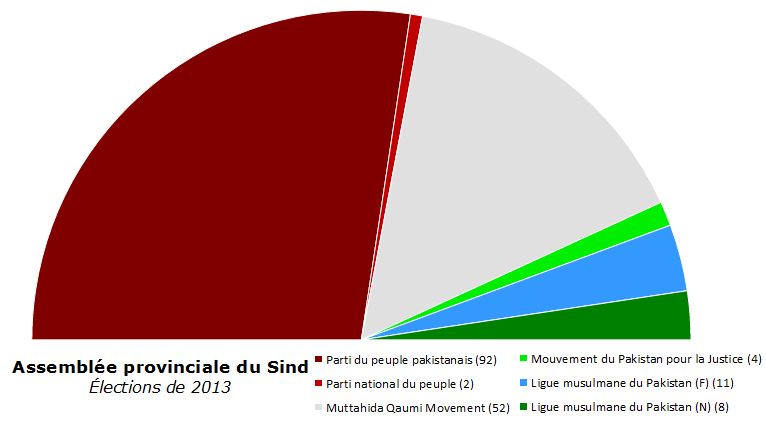
Composition de l'Assemblée provinciale du Sind après les élections de 2013.

L'Assemblée provinciale du Sind est monocamérale et exerce le pouvoir législatif de cette province fédérée. Sur ses 168 membres, 130 sont élus directement par le peuple au suffrage universel direct uninominal majoritaire à un tour, et leur mandat est de cinq ans. Les 38 sièges restants sont réservés à des femmes et des minorités religieuses et leurs titulaires sont élus par les autres membres. 
Le pouvoir exécutif est en revanche exercé par un gouvernement local, dirigé par le ministre en chef, responsable devant l'Assemblée. Le gouvernement provincial dispose d'un important pouvoir en matière d'éducation et de santé, ainsi que du pouvoir de police civile générale. Il est composé de nombreux ministres, avec notamment un ministre de l'intérieur, de l'éducation et de la santé. Le budget de la province est établi par le gouvernement fédéral mais doit ensuite être voté par l'Assemblée provinciale. Enfin, un gouverneur nommé par le président de la République représente le pouvoir de l’État fédéral.
Le Parti du peuple pakistanais trouve son principal fief électoral dans cette province, ayant été élu à la tête du gouvernement local lors des élections législatives de 2008, puis réélu lors des élections de 2013 puis de 2018. Le Mouvement Muttahida Qaumi est pour sa part souvent majoritaire à Karachi, où il rassemble les votes de la communauté muhadjire. Lors des élections de 2018, le parti très divisé subit un important revers dont profite le Mouvement du Pakistan pour la justice.
| Parti du peuple pakistanais                       | 3 854 198  | 38,45 % | 35 | 98  | 7  |
| Mouvement du Pakistan pour la justice             | 1 450 403  | 14,47 % | 15 | 30  | 26 |
| Mouvement Muttahida Qaumi                         | 774 905    | 7,73 %  | 6  | 21  | 30 |
| Grande alliance démocratique                      | 1 488 760  | 14,85 % | 2  | 14  | 14 |
| Tehreek-e-Labbaik Pakistan                        | 414 364    | 4,13 %  | 0  | 3   | 3  |
| Autres partis                                     | 1 301 702  | 12,98 % | 0  | 0   | 13 |
| Indépendants                                      | 739 753    | 7,38 %  | 2  | 0   | 1  |
| Total (participation : 47,25 %)                   | 10 024 065 | 100 %   | 60 | 168 |    |
| 1. 2. Source : Commission électorale du Pakistan, |            |         |    |     |    |

## Administration

### Villes les plus importantes
| no | Ville       | District             | Population (rec. 2017) | no | Ville               | District            | Population (rec. 2017) |
| -- | ----------- | -------------------- | ---------------------- | -- | ------------------- | ------------------- | ---------------------- |
| 1  | Karachi     | -                    | 14 910 352             | 11 | Dadu                | Dadu                | 144 949                |
| 2  | Hyderabad   | Hyderabad            | 1 732 693              | 12 | Tando Allahyar      | Tando Allahyar      | 156 562                |
| 3  | Sukkur      | Sukkur               | 499 900                | 13 | Tando Adam Khan     | Sanghar             | 152 617                |
| 4  | Larkana     | Larkana              | 490 508                | 14 | Umerkot             | Umerkot             | 134 052                |
| 5  | Nawabshah   | Shaheed Benazir Abad | 279 688                | 15 | Shahdadkot          | Qambar Shahdadkot   | 118 915                |
| 6  | Kotri       | Jamshoro             | 259 358                | 16 | Badin               | Badin               | 112 420                |
| 7  | Mirpur Khas | Mirpur Khas          | 233 916                | 17 | Ghotki              | Ghotki              | 111 321                |
| 8  | Shikarpur   | Shikarpur            | 177 682                | 18 | Daharki             | Ghotki              | 103 557                |
| 9  | Jacobabad   | Jacobabad            | 146 179                | 19 | Tando Muhammad Khan | Tando Muhammad Khan | 101 863                |
| 10 | Khairpur    | Khairpur             | 183 181                | 20 | Qambar              | Qambar Shahdadkot   | 101 474                |

### Les districts
En 2017, la province est divisée en 29 districts.
| no | District            | Capitale         | Pop. (2017) | no | District            | Capitale            | Pop. (2017) |
| -- | ------------------- | ---------------- | ----------- | -- | ------------------- | ------------------- | ----------- |
| 1  | Badin               | Badin            | 1 804 516   | 16 | Sanghar             | Sanghar             | 2 057 057   |
| 2  | Dadu                | Dadu             | 1 550 266   | 17 | Shikarpur           | Shikarpur           | 1 231 481   |
| 3  | Ghotki              | Ghotki           | 1 646 318   | 18 | Sukkur              | Sukkur              | 1 487 903   |
| 4  | Hyderabad           | Hyderabad        | 2 199 463   | 19 | Tando Allahyar      | Tando Allahyar      | 836 887     |
| 5  | Jacobabad           | Jacobabad        | 1 006 297   | 20 | Tando Muhammad Khan | Tando Muhammad Khan | 677 228     |
| 6  | Jamshoro            | Jamshoro         | 993 142     | 21 | Tharparkar          | Tharparkar          | 1 649 661   |
| 7  | Karachi-Centre      | Karachi          | 2 971 626   | 22 | Thatta              | Thatta              | 979 817     |
| 8  | Kashmore            | Kashmore         | 1 089 169   | 23 | Umerkot             | Umerkot             | 1 073 146   |
| 9  | Khairpur            | Khairpur         | 2 404 334   | 24 | Sujawal             | Sujawal             | 781 967     |
| 10 | Larkana             | Larkana          | 1 524 391   | 25 | Karachi-Est         | Karachi             | 2 907 467   |
| 11 | Matiari             | Matiari          | 769 349     | 26 | Karachi-Sud         | Karachi             | 1 791 751   |
| 12 | Mirpur Khas         | Mirpur Khas      | 1 505 876   | 27 | Karachi-Ouest       | Karachi             | 3 914 757   |
| 13 | Naushahro Feroze    | Naushahro Feroze | 1 612 373   | 28 | Korangi             | Korangi             | 2 457 019   |
| 14 | Shaheed Benazirabad | Nawabshah        | 1 612 847   | 29 | Malir               | Malir               | 2 008 901   |
| 15 | Qambar Shahdadkot   | Qambar           | 1 341 042   |    |                     |                     |             |

## Religion
La province du Sind regroupe la plus forte minorité hindouiste du pays (8 % de population), puisqu'on y trouve même près de 93 % des hindous du Pakistan. La religion est presque majoritaire dans les districts de Tharparkar et Umerkot. L'islam reste largement majoritaire même si la province compte donc la plus faible proportion de musulmans du pays, avec 91 % dans le Sind contre 96 % au total. On y trouve aussi des minorités chrétiennes et sikhs.

## Éducation

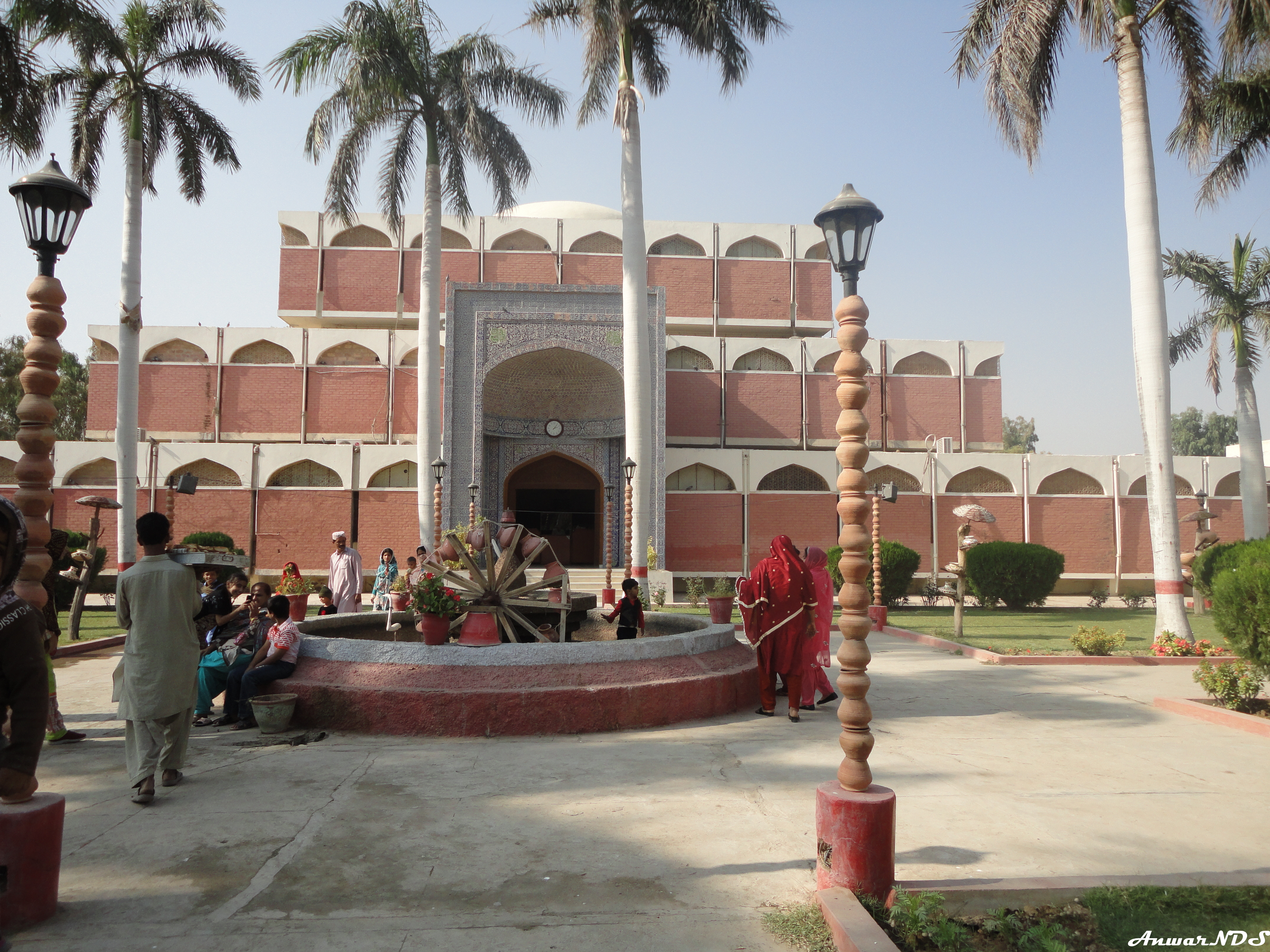
Institut de Sindologie de l'Université du Sind.

La province est relativement éduquée en comparaison de la moyenne nationale, avec un taux d'alphabétisation de 69,5 % en 2012, contre 60 % au niveau national. En 1998, le gouvernement estimait que près de 82 % des enfants étaient enrôlés en école primaire, environ 52 % continuent en école moyenne, 18 % en école intermédiaire, et près de 9 % suivent des études supérieures. Il y avait alors environ 600 000 étudiants à travers la province.  
Les principaux établissements d'enseignement supérieur sont :
- l’ université de Karachi, 80 000 étudiants ;
- l’université du Sind, Jamshoro ;
- Mehran University of Engineering and Technology, Jamshoro, 7 500 étudiants ;
- Government Islamia Science College, Sukkur.

## Culture
La culture de la province est ancienne et diverse, étant principalement liée à l'ethnie sindie. 
| Animal : Capra aegagrus du Sind |
| Oiseau : moineau du Sind        |
| Fleur : laurier-rose            |
| Arbre : margousier              |
| Sport :                         |

## Sécurité

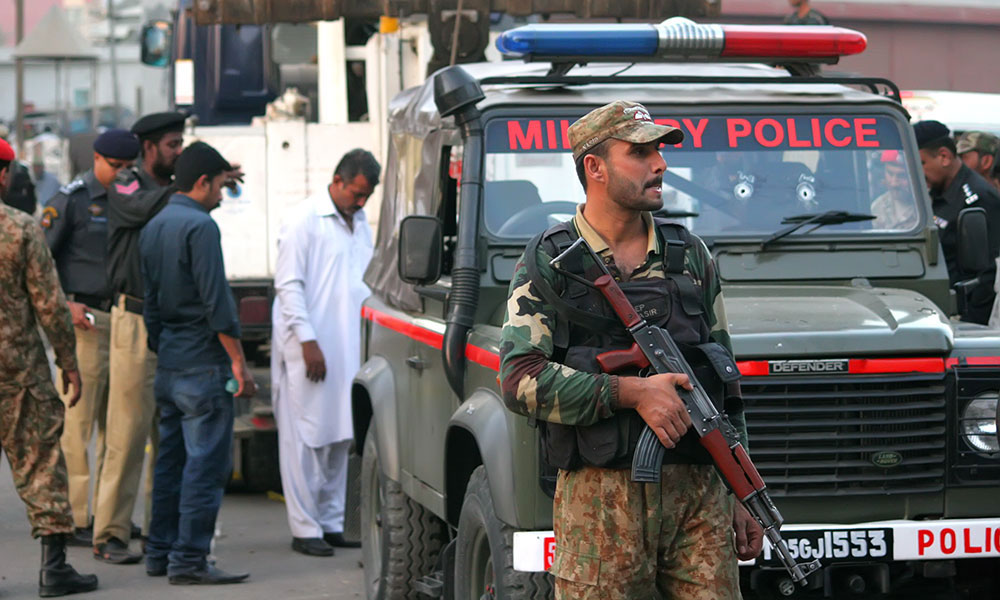
Véhicule de la police militaire attaqué en décembre 2015 à Karachi.

Les divers groupes ethniques et linguistiques présents dans la province du Sind sont souvent entrés en conflit, principalement dans les deux plus grandes villes provinciales, Karachi et Hyderabad. Dans la première, les conflits communautaires entretenus par des groupes politico-mafieux font souvent des dizaines, voire des centaines de victimes, dépassant parfois les mille pour une seule année. Les principales ethnies présentes dans ces deux villes sont les Muhadjirs venus d'Inde peu après la partition, majoritaires, ainsi que les Sindis, originaires de la province, et enfin les Pachtounes, plus récemment immigrés. Certains forment des clans qui sont particulièrement impliqués dans le crime organisé et infiltrent des partis politiques, ces derniers représentant souvent les droits de leur propre communauté. Les conflits portent généralement sur le contrôle des trafics et des quartiers, dans un contexte de pauvreté, de surpopulation et de services publics souvent insuffisants.